# Thành phố đô thị của Hàn Quốc
Thành phố đô thị (Tiếng Hàn: 광역시, Hanja: 廣域市) là một trong những cấp đầu tiên của phân cấp hành chính ở Hàn Quốc. Có 6 thành phố đô thị ở Hàn Quốc: Busan, Daegu, Daejeon, Gwangju, Incheon.

## Danh sách thành phố đô thị
| Thành phố đô thị | Hangul     | Đơn vị hành chính | Ngày thành lập      | Dân số    | Diện tích   | Ghi chú |
| ---------------- | ---------- | ----------------- | ------------------- | --------- | ----------- | ------- |
| Busan            | 부산광역시 | 15 quận, 1 huyện  | 1 tháng 1 năm 1963  | 3,387,761 | 769.89km2   |         |
| Daegu            | 대구광역시 | 7 quận, 1 huyện   | 1 tháng 7 năm 1981  | 2,413,191 | 883.54km2   |         |
| Incheon          | 인천광역시 | 8 quận, 2 huyện   | 1 tháng 7 năm 1981  | 2,941,750 | 1,062.60km2 |         |
| Gwangju          | 광주광역시 | 5 quận            | 1 tháng 11 năm 1986 | 1,447,953 | 501.24km2   |         |
| Daejeon          | 대전광역시 | 5 quận            | 1 tháng 1 năm 1989  | 1,462,064 | 539.35km2   |         |
| Ulsan            | 울산광역시 | 4 quận, 1 huyện   | 15 tháng 7 năm 1997 | 1,129,254 | 1,060.79km2 |         |

## Quản lý
Trong thành phố đô thị Hàn Quốc, thị trưởng là quan chức cấp cao nhất phụ trách. Thị trưởng được bầu trực tiếp bởi người dân địa phương và có nhiệm kỳ là bốn năm.